# هرمانویل (میسیسیپی)
هرمانویل (به انگلیسی: Hermanville) یک منطقهٔ مسکونی در ایالات متحده آمریکا است که در شهرستان کلیبورن، میسیسیپی واقع شده‌است. هرمانویل ۵۰٫۹ متر بالاتر از سطح دریا واقع شده‌است.